# Revuelta de Moscú en 1682
La Revuelta de Moscú en 1682, también conocida como Revuelta de los Streltsí (en ruso Стрелецкий бунт) o Jovánschina (Хованщина).
Fue una revuelta en la ciudad de Moscú por los regimientos de los Streltsí, ejército del Zarato ruso, la cual resultó en la completa devolución del supremo poder a Sofía Alekséyevna Románova.